# Canton de Vailly-sur-Sauldre
Le canton de Vailly-sur-Sauldre est une ancienne division administrative française située dans le département du Cher.

## Géographie
Ce canton du Cher-Nord était organisé autour de Vailly-sur-Sauldre dans l'arrondissement de Bourges. Son altitude variait de 175 m (Concressault) à 374 m (Le Noyer) pour une altitude moyenne de 274 m.

## Représentation

### Conseillers généraux de 1833 à 2015
| Période                                  | Période | Identité                                     | Étiquette                    | Qualité                                                                              |
| ---------------------------------------- | ------- | -------------------------------------------- | ---------------------------- | ------------------------------------------------------------------------------------ |
| 1833                                     | 1848    | Étienne Decencière-Ferrandière (1791-1869)   |                              | Juge au Tribunal de Sancerre puis de Bourges                                         |
| 1848                                     | 1852    | Michel Lazare Lamare (1799-1855)             |                              | Avoué puis Président du Tribunal civil de Sancerre                                   |
| 1852                                     | 1871    | Pierre Louis Lefèvre (1812-1893)             |                              | Juge de paix, maire du Noyer                                                         |
| 1871                                     | 1883    | Louis Lefèvre (1840-1915, fils du précédent) | Rad.                         | Avocat à Bourges                                                                     |
| 1883                                     | 1889    | Fortuné Pierre Paul Mellot (1840-1914)       | Républicain puis Boulangiste | Notaire, maire de Vailly-sur-Sauldre Conseiller d'arrondissement, député (1885-1889) |
| 1889                                     | 1913    | Louis Lefèvre                                | Rad.                         | Avocat à Bourges                                                                     |
| 1913                                     | 1940    | Frédéric Cap                                 | Rad.                         | Agriculteur Maire de Jars (1892-1953), conseiller d'arrondissement                   |
|                                          |         |                                              |                              |                                                                                      |
| 1945                                     | 1955    | Frédéric Cap                                 | Rad.                         | Maire de Jars                                                                        |
| 1955                                     | 1973    | Michel Montaigu (1926-2016)                  | DVG                          | Vétérinaire à Vailly-sur-Sauldre                                                     |
| 1973                                     | 1985    | Henri Doucet                                 | DVD                          | Maire de Vailly-sur-Sauldre                                                          |
| 1985                                     | 2015    | Pierre Rabineau                              | DVG                          | Enseignant Maire de Villegenon Vice-Président du Conseil Général                     |
| Les données manquantes sont à compléter. |         |                                              |                              |                                                                                      |

### Conseillers d'arrondissement (de 1833 à 1940)
| Période                                  | Période            | Identité                                            | Étiquette   | Qualité |
| ---------------------------------------- | ------------------ | --------------------------------------------------- | ----------- | --- |
| 1833                                     | 1836               | Jean Jacques Jules Grangier (1793-1877)             |             | Médecin, propriétaire à Subligny                                                                            |
| 1836                                     | 1842 (décès)       | Étienne François Decencière-Sablonnière (1769-1842) |             | Propriétaire du Château de Boucard au Noyer                                                                 |
| 1842                                     | 1852               | Georges Buchet-Desforges                            |             | Avocat, maire de Boucard                                                                                    |
|                                          |                    |                                                     |             | |
|                                          | 1890 (décès)       | Étienne Ursin Ernest Laforge (1849-1890)            |             | Propriétaire, maire de Concressault                                                                         |
| 1890                                     | 1891 (décès)       | Pierre Chollet (1827-1891)                          |             | Propriétaire, maire de Subligny                                                                             |
| juil.1891                                |                    | M. Fouchard                                         | Républicain | |
|                                          |                    |                                                     |             | |
| 1898                                     | 1913               | Frédéric Cap (1865-1956)                            | Rad.        | Agriculteur Maire de Jars (1892-1953), suppléant du juge de paix                                            |
| 1913                                     | 1938 (décès)       | Louis Rat                                           | Rad.        | Entrepreneur, maire de Barlieu                                                                              |
| 3 avril 1938                             | Avril 1939 (décès) | Eugène Choiseau                                     | Rad.ind.    | Grainetier, maire de Barlieu                                                                                |
| 1939                                     | 1940               | siège vacant                                        |             | |
| 1940                                     |                    |                                                     |             | Les conseils d'arrondissement ont été suspendus par la loi du 12 octobre 1940 et n'ont jamais été réactivés |
| Les données manquantes sont à compléter. |                    |                                                     |             | |

## Composition
Le canton de Vailly-sur-Sauldre regroupait onze communes et comptait 3 498 habitants (recensement de 1999 sans doubles comptes).
| Communes           | Population (2012) | Code postal | Code Insee |
| ------------------ | ----------------- | ----------- | ---------- |
| Assigny            | 167               | 18260       | 18014      |
| Barlieu            | 363               | 18260       | 18022      |
| Concressault       | 214               | 18260       | 18070      |
| Dampierre-en-Crot  | 239               | 18260       | 18084      |
| Jars               | 505               | 18260       | 18117      |
| Le Noyer           | 266               | 18260       | 18168      |
| Subligny           | 303               | 18260       | 18256      |
| Sury-ès-Bois       | 315               | 18260       | 18259      |
| Thou               | 75                | 18260       | 18264      |
| Vailly-sur-Sauldre | 806               | 18260       | 18269      |
| Villegenon         | 245               | 18260       | 18284      |

## Démographie
| 1962  | 1968  | 1975  | 1982  | 1990  | 1999  | 2006  | 2011  | 2012  |
| ----- | ----- | ----- | ----- | ----- | ----- | ----- | ----- | ----- |
| 5 192 | 4 628 | 4 067 | 3 880 | 3 763 | 3 498 | 3 542 | 3 441 | 3 409 |